# لويز غودمان (صحفية)
لويز غودمان (بالإنجليزية: Louise Goodman)‏ هي صحفية ومقدمة تلفزيونية بريطانية، ولدت في القرن العشرين في New Alresford ‏ في المملكة المتحدة.

## وصلات خارجية
- الموقع الرسمي